# دایان روتر
دایان روتر (انگلیسی: Diane Roter؛ زادهٔ ۲۶ مهٔ ۱۹۴۸) بازیگر، کارگردان، روزنامه‌نگار و آموزگار اهل ایالات متحده آمریکا است.
از فیلم‌ها یا برنامه‌های تلویزیونی که وی در آن نقش داشته است می‌توان به ویرجینیایی اشاره کرد.